# Liste der Bodendenkmäler in Hagenbüchach
Auf dieser Seite sind die Bodendenkmäler in der mittelfränkischen Gemeinde Hagenbüchach zusammengestellt. Diese Tabelle ist eine Teilliste der Liste der Bodendenkmäler in Bayern. Grundlage ist die Bayerische Denkmalliste, die auf Basis des Bayerischen Denkmalschutzgesetzes vom 1. Oktober 1973 erstmals erstellt wurde und seither durch das Bayerische Landesamt für Denkmalpflege geführt wird. Die folgenden Angaben ersetzen nicht die rechtsverbindliche Auskunft der Denkmalschutzbehörde.

## Bodendenkmäler in Hagenbüchach
| Lage                     | Objekt | Akten-Nr.     | Bild           |
| ------------------------ | --- | ------------- | -------------- |
| (Standort)               | Grabhügel vorgeschichtlicher Zeitstellung. | D-5-6430-0033 |                |
| (Standort)               | Grabhügel vorgeschichtlicher Zeitstellung. | D-5-6430-0034 |                |
| (Standort)               | Grabhügel vorgeschichtlicher Zeitstellung. | D-5-6430-0035 |                |
| (Standort)               | Grabhügel vorgeschichtlicher Zeitstellung. | D-5-6430-0036 |                |
| (Standort)               | Grabhügel vorgeschichtlicher Zeitstellung. | D-5-6430-0037 |                |
| (Standort)               | Bestattungsplatz mit Grabhügeln vorgeschichtlicher Zeitstellung.                                                                                               | D-5-6430-0051 |                |
| Hauptstraße 5 (Standort) | Mittelalterliche und frühmittelalterliche Befunde im Bereich der evangelisch-lutherischen Pfarrkirche St. Kilian in Hagenbüchenbach und ihrer Vorgängerbauten. | D-5-6430-0093 | weitere Bilder |